# 巴佐日昂帕耶
巴佐日昂帕耶（法語：Bazoges-en-Paillers，法語發音：[bazɔʒ ɑ̃ paje]）是法国卢瓦尔河地区大区旺代省的一个市镇，属于永河畔拉罗什区。

## 地理
巴佐日昂帕耶（46°54'26"N, 1°8'3"W）面积11.45 平方千米，位于法国卢瓦尔河地区大区旺代省，该省份为法国西部沿海省份，北起大西洋卢瓦尔省和曼恩-卢瓦尔省，西临大西洋，南至滨海夏朗德省，东部及东南部与德塞夫勒省接壤。
与巴佐日昂帕耶接壤的市镇（或旧市镇、城区）包括：博尔派尔、拉布瓦西耶尔-德蒙泰居、沙瓦涅昂帕耶、拉戈布勒蒂耶尔、莱朗德热尼松、圣菲尔让。

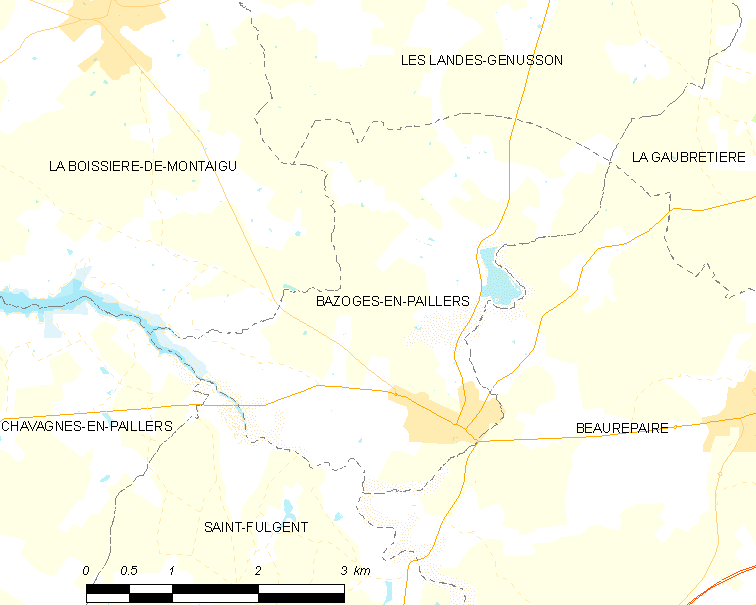
巴佐日昂帕耶的OSM定位图

巴佐日昂帕耶的时区为UTC+01:00、UTC+02:00（夏令时）。

## 行政
巴佐日昂帕耶的邮政编码为85130，INSEE市镇编码为85013。

## 政治
巴佐日昂帕耶所属的省级选区为蒙泰居旺代县。

## 人口

1962-2008年间巴佐日昂帕耶人口变化图示

巴佐日昂帕耶于2022年1月1日时的人口数量为1551人。